# National Association of Base Ball Players
La National Association of Base Ball Players (NABBP) fut la première fédération de clubs de baseball formée aux États-Unis.

## Histoire
La première convention de clubs a lieu à New York le 22 janvier 1857 avec une douzaine de clubs de Brooklyn et de New York. Un championnat non officiel est mis en place. Il est remporté par les Brooklyn Atlantics. Le 10 mars 1858, la National Association of Base Ball Players (NABBP) est créée à New York par seize clubs toujours originaires de Brooklyn et New York. De Brooklyn : Brooklyn Atlantics, Bedford, Continental, Eckfords, Excelsior, Harmony, Nassau, Olympic, Putnam ; De Morrisania (de nos jours dans le Bronx) : Union ; De New York (dans ses frontières de 1857) : Baltic, Eagle, Empire, Gotham, Harlem et New York Knickerbockers.
Contrairement à ce que pourrait suggérer le nom de la NABBP, cette dernière fédère bien des clubs et pas des joueurs. Le premier club en dehors des limites actuelles de New York a rejoindre la NABBP fut le Liberty club de New Brunswick (New Jersey). En 1865, la NABBP compte une centaine de clubs affiliés ; 400 en 1867. En raison de cette rapide croissance après la Guerre de Sécession, des comités régionaux furent mis en place à travers tout le pays en 1868.
Fondée sur le principe d'amateurisme, la NABBP ne réagit pas vraiment quand émergent les premiers cas de joueurs rémunérés au milieu des années 1860. Elle autorisa même officiellement cette pratique en 1869 à la suite d'un vote en décembre 1868, et douze clubs se déclarèrent professionnels dès cette année. Des conflits éclatèrent alors entre amateurs et professionnels à propos du championnat menant à la création en 1871 d'une compétition exclusivement professionnelle : la National Association of Professional Base Ball Players. La NABBP hérita alors, de facto, du statut de fédération de baseball amateur pendant deux ans avant d'éclater en structures régionales.

## Palmarès

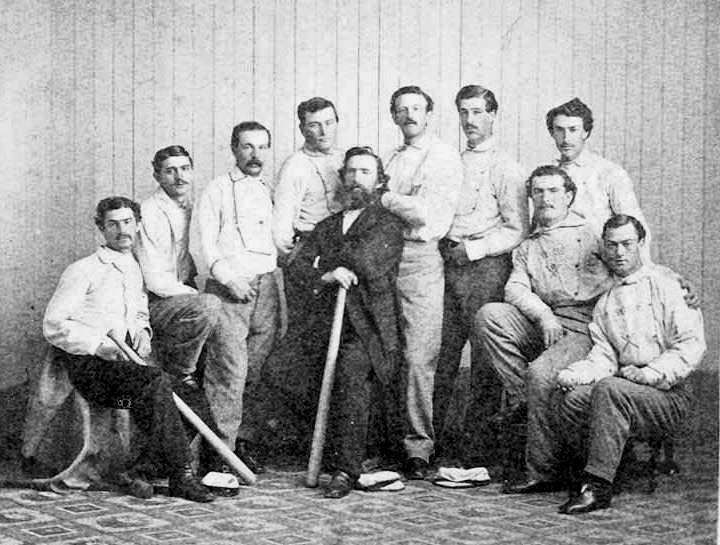
Brooklyn Atlantics en 1865

- 1857 : Brooklyn Atlantics (non officiel)
- 1858 : New York Mutuals (non officiel)
- 1859 : Brooklyn Atlantics
- 1860 : Brooklyn Atlantics
- 1861 : Brooklyn Atlantics
- 1862 : Eckford of Brooklyn
- 1863 : Eckford of Brooklyn
- 1864 : Brooklyn Atlantics
- 1865 : Brooklyn Atlantics
- 1866 : Brooklyn Atlantics
- 1867 : Union of Morrisania
- 1868 : New York Mutuals
- 1869 : Brooklyn Atlantics
- 1870 : Chicago White Stockings